# Lehrschwimmbecken

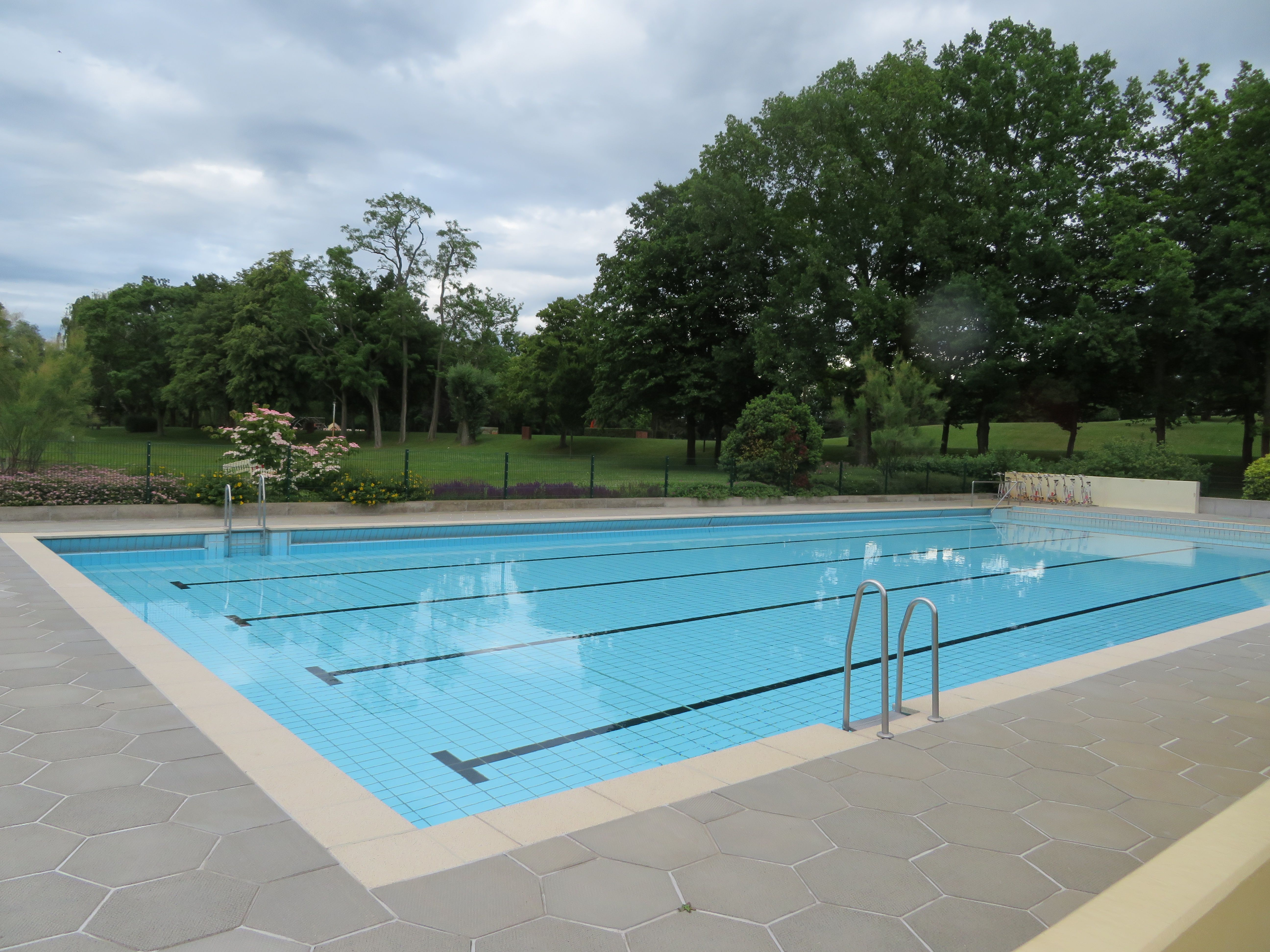
Flaches Lehrschwimmbecken mit gekennzeichneten Bahnen

Lehrschwimmbecken sind Nichtschwimmerbecken, die durch spezielle bauliche Gestaltung zum Erlernen des Schwimmens geeignet sind. Auch Reha-Kurse oder Wassergymnastik sind dort möglich, ohne die Fähigkeit zum Schwimmen zu erfordern.

## Bauliche Gestaltung
Lehrschwimmbecken können als separate Schwimmbecken in größeren Schwimmbädern angeordnet werden, oder das einzige Becken in einem kleinen Schwimmbad sein. Diese kleineren Schwimmbäder wurden dann häufig auf dem gleichen Gelände oder in unmittelbarer Nähe von Schulen oder Reha-Einrichtungen erbaut, um die Wege kurz zu halten.
Für die Planung gelten die gleichen Richtlinien und Normen wie für Nichtschwimmerbecken allgemein. Diese wesentlichen Abweichungen sind der Wassertiefe, Beckeneinstieg und Größe. Die maximale Wassertiefe auf 1,35 m festgelegt, empfohlen wird 0,60 bis 0,80 m. Lehrschwimmbecken werden in der Regel abfallend von der Treppenanlage Richtung gegenüberliegender Beckenwand gestaltet. Das Becken darf mit einer Neigung von maximal 10 % vom flachsten zum tiefsten Teil abfallen, wobei unter 0,8 max. 5 %, sonst 6 % empfohlen sind. Die Wassertiefe wird vom Beckenboden bis zur Oberkante des Überlaufs gemessen. Über die komplette Länge einer Seite des Beckens (entweder Quer- oder Längsseite) sollen auf der flachen Seite Treppen mit Handlauf angeordnet werden, über die eine Gruppe von Nichtschwimmern gleichzeitig ins Wasser gelangen kann. Auf der Treppe gegenüberliegenden Seite sind zwei Nischenleitern vorzusehen. Übliche Abmessungen der Schwimmbecken sind 8(10) × 12,50 m oder 10 × 16,66 m. Die Größe von 6 × 12,50 m sollte nicht unterschritten werden. Die Stirnseiten des Beckens sind parallel auszuführen. Schwimmerbecken können durch einen höhenverstellbaren Hubboden zu Lehrschwimmbecken umfunktioniert werden.

## Betrieb
Aufsichtspersonal ist in flachen Lehrschwimmbecken bis maximal 1,35 m Wassertiefe (Nichtschwimmerbecken) nicht zwingend erforderlich. Die Aufsicht kann hier optional nur vom Lehrpersonal gestellt werden. Eine Schwimmaufsicht mit der Rettungsfähigkeit für Lehrkräfte, besser noch mit einem Rettungsschwimmabzeichen (ab Silber) erhöht zusätzliche die Sicherheit für die Schwimmschüler. Bei einer Betriebsform mit Aufsichtspersonal (zum Beispiel Schwimmmeister oder Rettungsschwimmer) ist auch eine öffentliche Nutzung möglich.
Die Wassertemperatur wird im Vergleich zu Schwimmerbecken meist erhöht, zum Beispiel auf 27 bis 32 Grad beim Babyschwimmen.